# Rudolf Eugeniusz Dreszer
Rudolf Eugeniusz Dreszer (1891-1958) est un officier général polonais (général de brigade). Il est né le 27 février 1891 à Grodzisk Mazowiecki et mort à Washington le 22 octobre 1958.

## Biographie
Cavalier de formation, il commandera d'abord le 15e régiment de uhlans (1927-1931).
De 1931 à 1937, il est à la tête de la brigade de cavalerie Souwalki, puis de 1937 à 1939 à la tête de la brigade de cavalerie Wilna.
Pendant la campagne de Pologne, il commande le groupe opérationnel de cavalerie.
Évacué en France, il est chargé de constituer la 4e division d'infanterie, en formation à Parthenay, division qui n'aura pas le temps ni les moyens d'être déclarée opérationnelle pour la bataille de France, mais dont quelques éléments combattront sur la Loire avant d'être évacués au Royaume-Uni.
De 1940 à 1941, il commande la 5e brigade, embryon de la future 4e division d'infanterie reconstituée en Écosse. Il commandera cette 4e division en Allemagne en 1945 dans le cadre du premier corps polonais.

## Sources et références
(en) http://www.generals.dk/general/Dreszer/Rudolf_Eugeniusz/Poland.html Copyright © Steen Ammentorp since 2000.